# Alchemy (mikroprocesszor)
Az Alchemy mikroprocesszor egy kis fogyasztású MIPS-architektúrájú RISC processzorcsalád. A sorozat tagjait az AMD, Raza Microelectronics (jelenleg NetLogic Microsystems) és Sun Microsystems cégek által gyártott beágyazott eszközökben alkalmazzák, pl. hálózati processzorokban, médialejátszókban.
A processzor- ill. SOC-típus eredetileg az Alchemy Semiconductor terméke volt, ám a céget 2002-ben felvásárolta az AMD, majd 2006-ban az Alchemy processzor-részleget eladta, amely további eladások során 2011 szeptemberében végül a Broadcom tulajdonába került.

## Modellek
A család tagjai a következők:
- Au1000
- Au1100
- Au1200 sorozat
- Au1300 sorozat
- Au1500
- Au1550

## Felépítés
A mikroprocesszorok 32 bites MIPS-architektúrán alapulnak, MIPS32 utasításkészletet tartalmaznak, bővítményekkel, mint pl. AES titkosítás hardveres támogatása.
Az alkalmazott órajel viszonylag alacsony, a 333–600 MHz-es tartományban van, fogyasztásuk kicsi, tipikusan 500 mW, 400 MHz-es órajel mellett.
A következő operációs rendszerek támogatják: Microsoft Windows CE .NET, VxWorks (RTOS) és Linux.

## Felhasználás
Néhány felhasználási példa:
- AMD Alchemy Au1550 processzor ("security network processor")
- Sun Ray 2 sorozatú vékony kliensek.
- Több Cowon hordozható médialejátszóban (PMP).
- Dell DRAC5 távoli adminisztrációs kártyákban.
- AirPort Extreme Base Station
- Set-top boxok